# Luis Nieves
Luis Humberto Nieves Mancillas, (Tepic, Nayarit, México, 6 de junio de 1985) apodado El talismán o El charro es un futbolista mexicano. Juega de delantero y su actual equipo es el Jaguares de Jalisco Oficial de la Liga de Balompié Mexicano.

## Trayectoria
Comenzó jugando béisbol semiprofesional en su estado natal Nayarit, y después se convirtió en jugador de fútbol profesional.
Su primera incursión en el Fútbol Profesional fue en el (2003) Jugando para el equipo Real Ixtlan también llamados Guerreros de Bahía de Banderas de Tercera División Profesional del Club San Luis.
Debutó un día 17 de septiembre de 2006 en el duelo León vs Tigres Mochis. Llegó al León de 21 años y en su primer torneo anotó 3 goles. Se distinguió por ser un buen cambio en los partidos.
Sumó un total de trece torneos consecutivos vistiendo la playera verde esmeralda, en los cuales ha sido un jugador que ha marcado goles importantes, entre ellos el segundo gol que a la postre dio la victoria a los esmeraldas en el duelo de vuelta en la Final de Ascenso 2012 ante Correcaminos y que le permitió a los esmeraldas volver a primera división después de 10 años. 
Después de más de seis años con el equipo Esmeralda, habiendo disputado 142 partidos y anotado 37 goles, Luis Nieves se incorpora al equipo Estudiantes Tecos de la Liga de Ascenso.

## Clubes
| Club                                | País      | Año             |
| ----------------------------------- | --------- | --------------- |
| Club León                           | México    | 2006 - 2012     |
| Estudiantes Tecos                   | México    | 2013 - 2013     |
| Lobos BUAP                          | México    | 2013 - 2014     |
| Independiente Medellín              | Colombia  | 2015 - 2015     |
| Correcaminos UAT                    | México    | 2015 - 2016     |
| Leones Negros de la U. de G.        | México    | 2017 - 2018     |
| Deportivo Chiantla                  | Guatemala | 2019 - 2019     |
| Deportivo Santa Lucía Cotzumalguapa | Guatemala | 2019 - 2020     |
| Atlético Ensenada                   | México    | 2020 - 2020     |
| Jaguares de Jalisco Oficial         | México    | 2020 - presente |

## Estadísticas
| Club                     | Temporada           | Liga     | Liga  | Copa     | Copa  |
| Club                     | Temporada           | Partidos | Goles | Partidos | Goles |
| ------------------------ | ------------------- | -------- | ----- | -------- | ----- |
| Club León México         | Apertura 2006       | 10       | 3     | -        | -     |
| Club León México         | Clausura 2007       | 16       | 2     | -        | -     |
| Club León México         | Apertura 2007       | 17       | 3     | -        | -     |
| Club León México         | Clausura 2008       | 9        | 2     | -        | -     |
| Club León México         | Apertura 2008       | 13       | 2     | -        | -     |
| Club León México         | Clausura 2009       | 15       | 8     | -        | -     |
| Club León México         | Apertura 2009       | 12       | 5     | -        | -     |
| Club León México         | Bicentenario 2010   | 7        | 1     | -        | -     |
| Club León México         | Apertura 2010       | 9        | 0     | -        | -     |
| Club León México         | Clausura 2011       | 16       | 4     | -        | -     |
| Club León México         | Apertura 2011       | 4        | 2     | -        | -     |
| Club León México         | Clausura 2012       | 10       | 4     | -        | -     |
| Club León México         | Apertura 2012       | 1        | 0     | 3        | 1     |
| Total                    | Total               | 139      | 36    | 3        | 1     |
| Estudiantes Tecos México | Clausura 2013       | -        | -     | -        | -     |
| Total                    | Total               | 0        | 0     | 0        | 0     |
| Total en su carrera      | Total en su carrera | 139      | 36    | 3        | 1     |

Estadísticas hasta el 22 de diciembre de 2012.